# Iowa Park
Iowa Park és una població dels Estats Units a l'estat de Texas. Segons el cens del 2000 tenia 6.431 habitants.

## Demografia
Segons el cens del 2000, Iowa Park tenia 6.431 habitants, 2.460 habitatges, i 1.867 famílies. La densitat de població era de 682,1 habitants/km².
Dels 2.460 habitatges en un 37,1% hi vivien nens de menys de 18 anys, en un 60,7% hi vivien parelles casades, en un 11,2% dones solteres, i en un 24,1% no eren unitats familiars. En el 21,5% dels habitatges hi vivien persones soles el 9,3% de les quals corresponia a persones de 65 anys o més que vivien soles. El nombre mitjà de persones vivint en cada habitatge era de 2,59 i el nombre mitjà de persones que vivien en cada família era de 3,02.
Per edats la població es repartia de la següent manera: un 27,5% tenia menys de 18 anys, un 8,4% entre 18 i 24, un 28,4% entre 25 i 44, un 21,8% de 45 a 60 i un 14% 65 anys o més.
L'edat mediana era de 37 anys. Per cada 100 dones de 18 o més anys hi havia 89,2 homes.
La renda mediana per habitatge era de 40.725 $ i la renda mediana per família de 45.199 $. Els homes tenien una renda mediana de 31.372 $ mentre que les dones 21.237 $. La renda per capita de la població era de 16.882 $. Aproximadament el 7,1% de les famílies i l'1% de la població estaven per davall del llindar de pobresa.

## Poblacions més properes
El següent diagrama mostra les poblacions més properes.